# Miejski Ogród Zoologiczny im. Antoniny i Jana Żabińskich w Warszawie

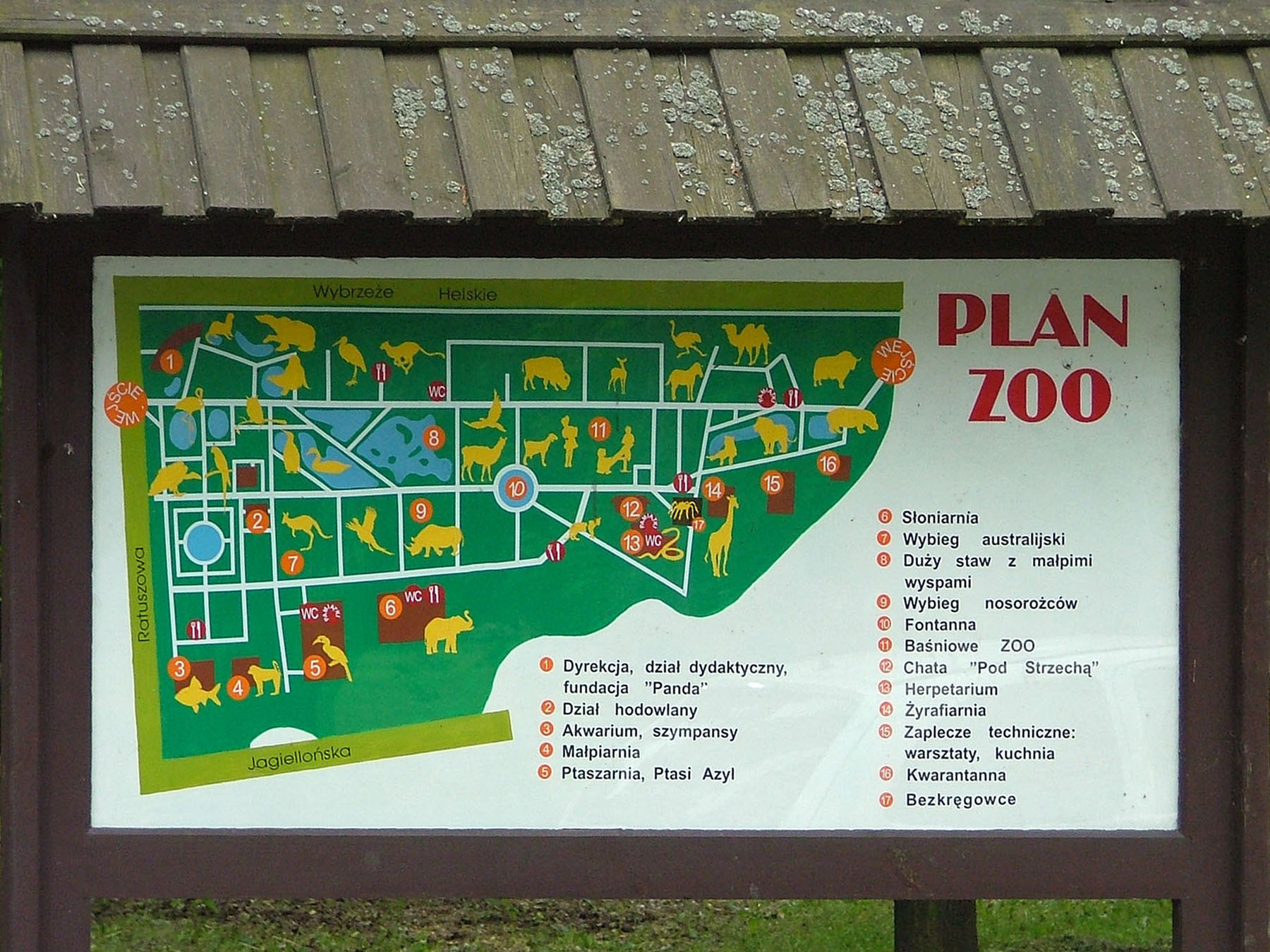
Plan zoo

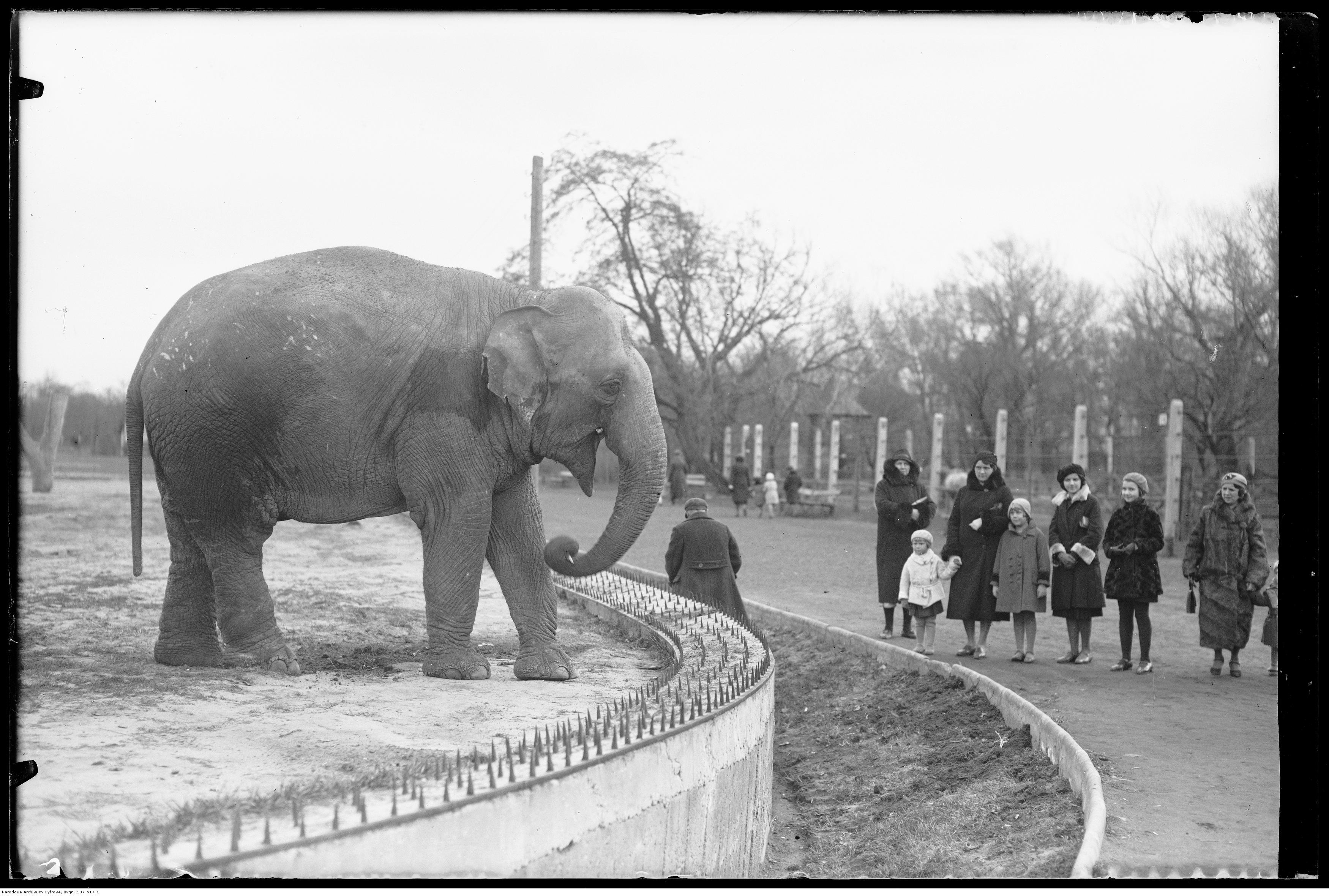
Słoń na wybiegu (1933)

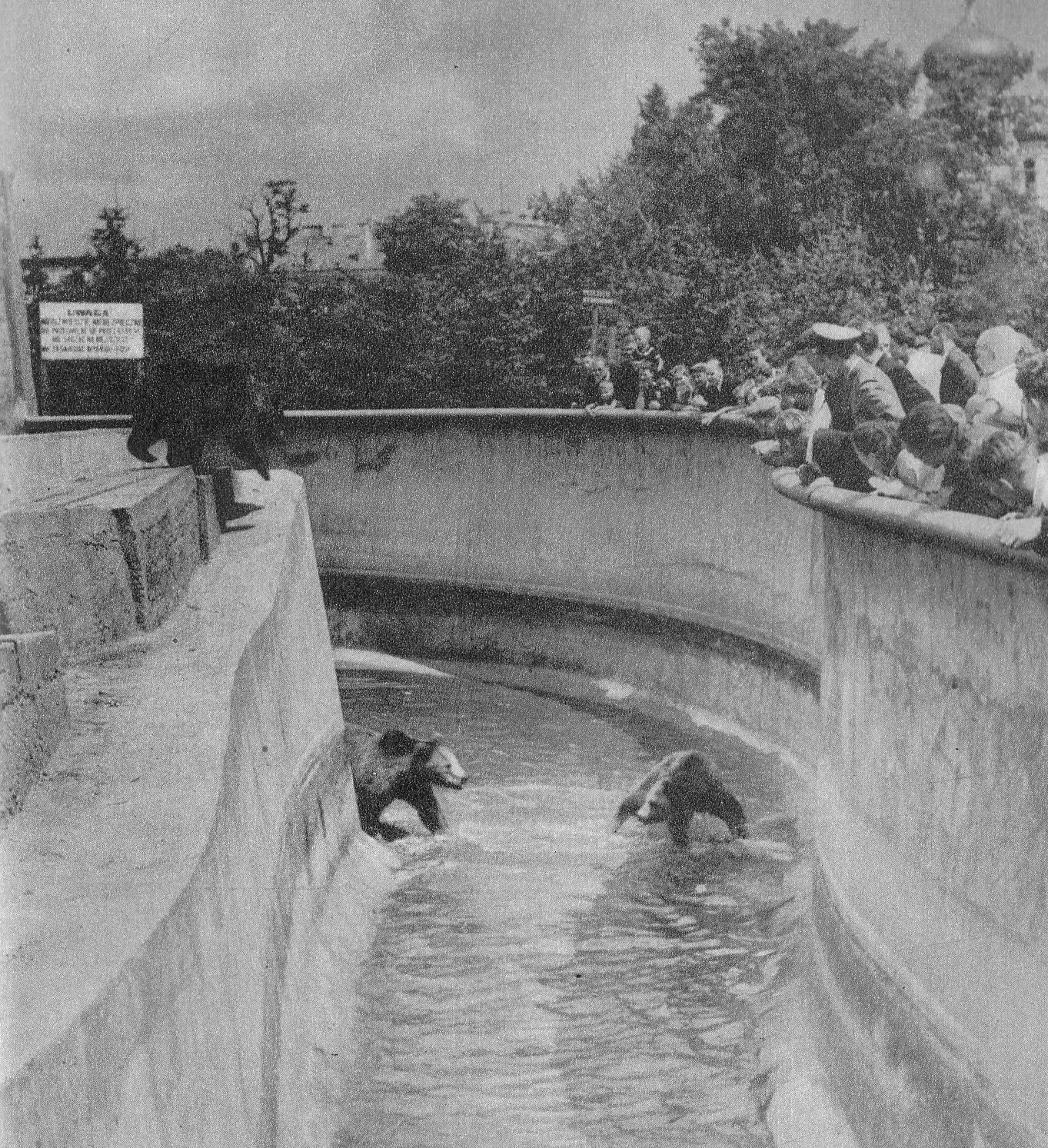
Wybieg dla niedźwiedzi brunatnych przy trasie W-Z w latach 50.

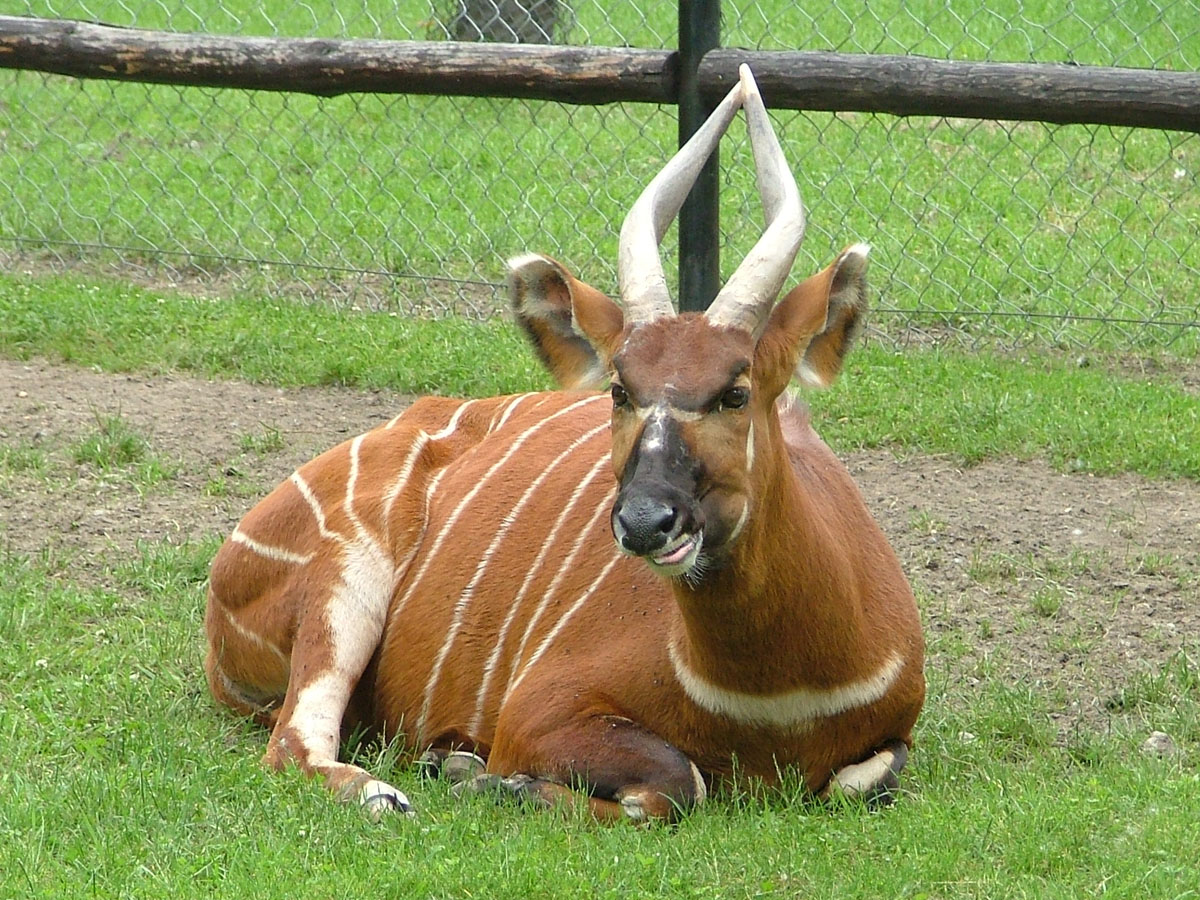
Antylopa bongo

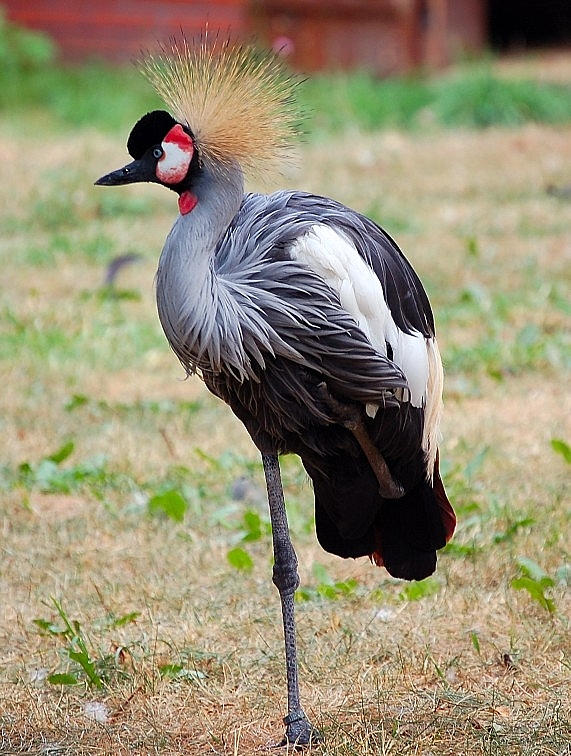
Koronnik szary

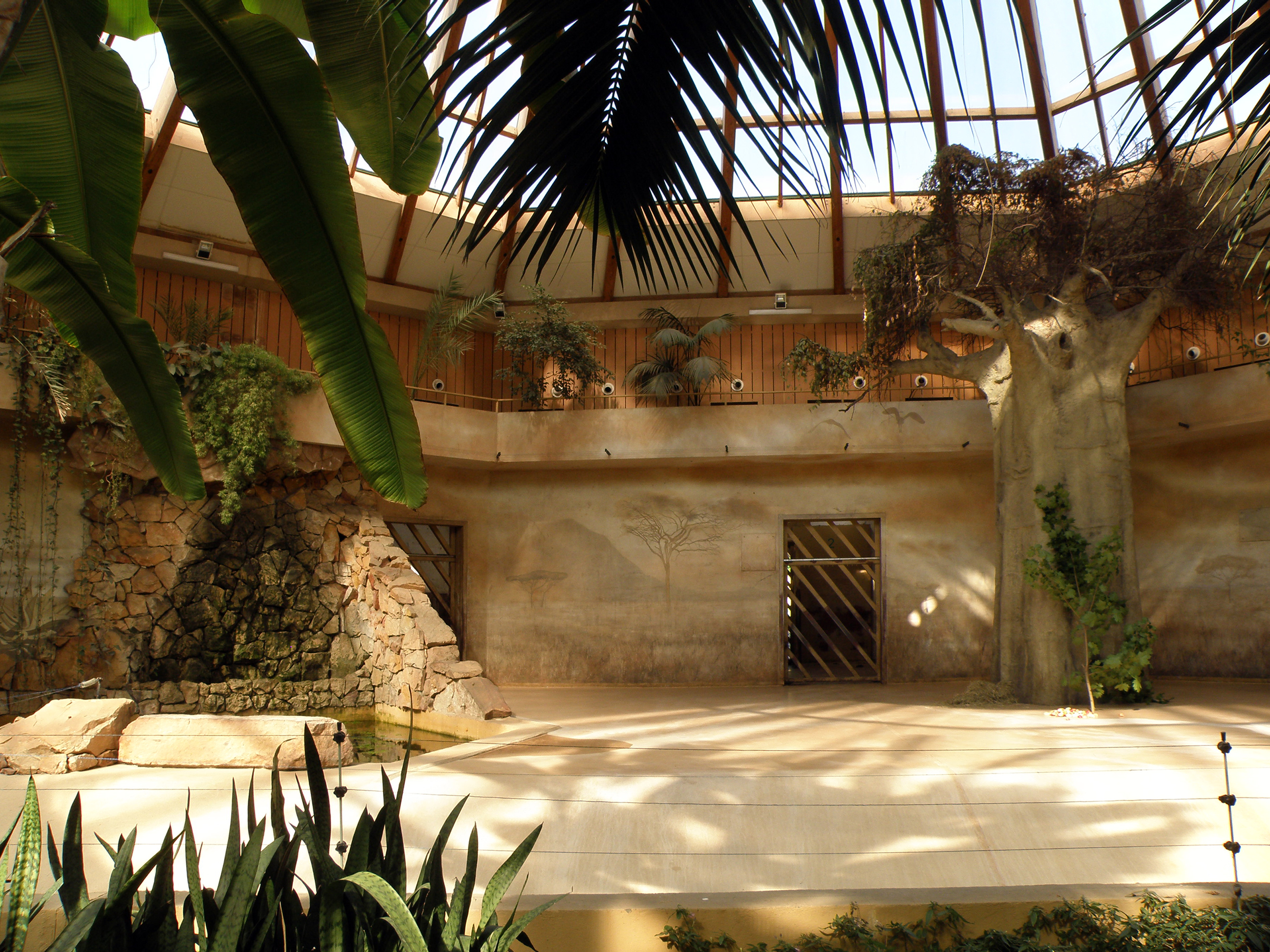
Słoniarnia

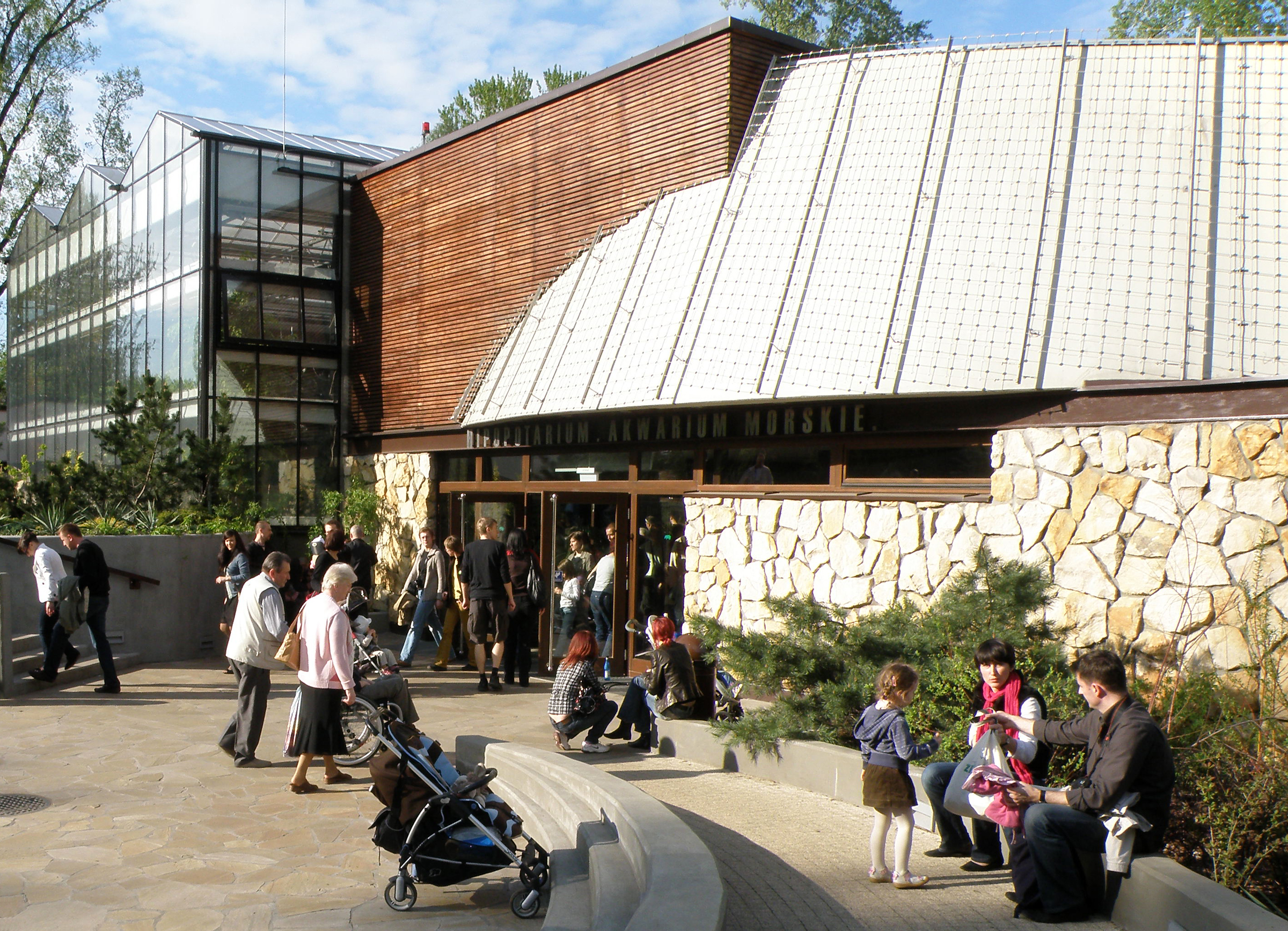
Hipopotarium, Akwarium Morskie

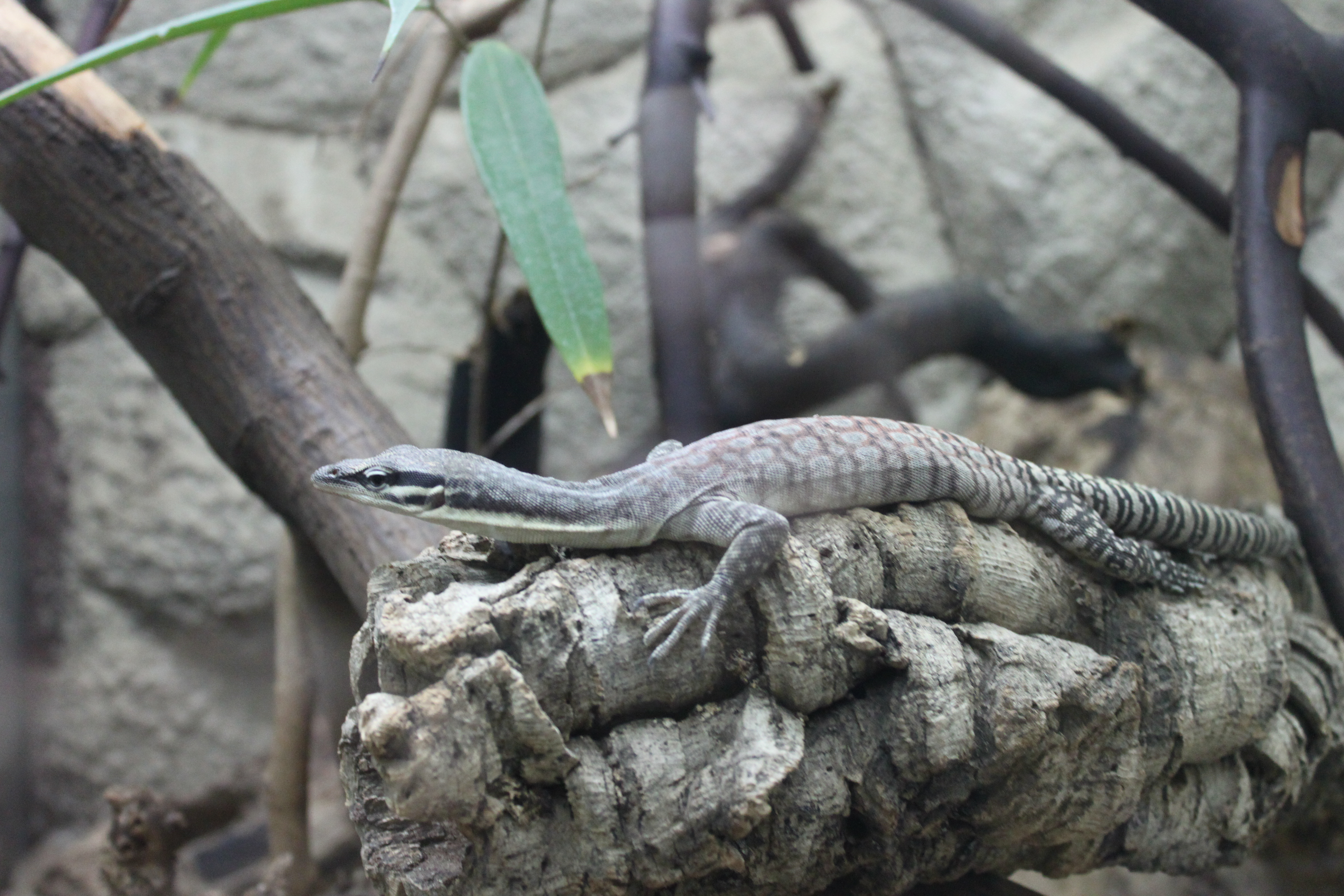
Waran Glauerta

Miejski Ogród Zoologiczny im. Antoniny i Jana Żabińskich w Warszawie – ogród zoologiczny znajdujący się przy ul. Ratuszowej 1/3 w dzielnicy Praga-Północ w Warszawie.
Ogród jest jednostką budżetową m.st. Warszawy. Został otwarty w 1928 roku. Początkowo zajmował powierzchnię 12 ha i posiadał ok. 500 okazów zwierząt.

## Historia
Warszawa długo nie miała właściwego ogrodu zoologicznego. Wprawdzie już Jan III Sobieski miał zwierzyniec w Wilanowie-Morysinie, a i później powstawały niewielkie menażerie prywatne, pod tym względem jednak Warszawa późno dołączyła do Paryża, Amsterdamu, Budapesztu, czy Poznania, który miał swój ogród zoologiczny już w 1875 roku.
10 lipca 1926 staraniem Mieczysława Pągowskiego został otwarty niewielki zwierzyniec na ul. Koszykowej 47. Zajmował powierzchnię ok. 0,75 ha, ale znalazły się w nim ciekawe okazy zwierząt: niedźwiedź brunatny, lemury, koczkodany, aligator, kangur, jeżozwierz, aguti i wiele egzotycznych ptaków. Równocześnie wspólnym wysiłkiem kilku nauczycieli zoologii utworzono niewielki zwierzyniec przy ul. Bagatela. Oba ogrody cieszyły się wielką sympatią warszawiaków. W rok później zoo Pągowskiego przeniosło się na 10-hektarowy teren przy alei 3 Maja, jednakże koszty utrzymania były tak wysokie, że wkrótce ogród zaczął podupadać.

### Powstanie Miejskiego Ogrodu Zoologicznego
Uchwałą magistratu z dnia 14 czerwca 1927 przyjęto decyzję o utworzeniu Miejskiego Ogrodu Zoologicznego na Pradze. Jego otwarcie dla publiczności nastąpiło 11 marca 1928 roku. Prowadzenie ogrodu powierzono Wenantemu Burdzińskiemu, byłemu dyrektorowi i założycielowi ogrodu zoologicznego w Kijowie. Pierwszymi mieszkańcami ogrodu stały się zwierzęta z upadłego zwierzyńca Pągowskiego oraz mniejszych menażerii.
Po śmierci Wenantego Burdzińskiego dyrektorem ogrodu został Jan Żabiński, człowiek wielkiej wiedzy, miłośnik zwierząt i popularyzator przyrody. W 1937 przyszło na świat słoniątko, co było osiągnięciem na skalę światową. Azjatycka słonica Tuzinka, potomstwo słonicy Kasi i słonia Jasia, była dwunastym słoniem urodzonym w warunkach ogrodu zoologicznego. Słoniątko bardzo szybko stało się ulubieńcem warszawiaków.

### II wojna światowa
Podczas obrony miasta w 1939 personel, ze względów bezpieczeństwa, musiał odstrzelić zwierzęta drapieżne i słonia Jasia. Słonica Kasia zginęła wskutek wybuchu bomby.
Po kapitulacji miasta wywieziono do Niemiec najcenniejsze okazy, w tym ukochaną przez warszawiaków Tuzinkę. Wywózkę zwierząt zarządził dawny znajomy Jana Żabińskiego, Lutz Heck, dyrektor Berlińskiego Ogrodu Zoologicznego, od lat 30. XX wieku pracujący nad „odtworzeniem” wymarłego w XVII wieku tura. Heck zabrał do Monachium żubry i tarpany; te pierwsze miały posłużyć do odtworzenia tura, symbolu siły i potęgi, do którego chętnie odwoływali się naziści. Tuzinka została wywieziona do Królewca, wielbłądy i lamy do Hanoweru, hipopotamy do Norymbergi, konie Przewalskiego do Wiednia, a rysie i zebry do Schorfheide.
Podczas wojny teren ogrodu zoologicznego było miejscem, w którym Jan i Antonina Żabińscy udzielali pomocy Żydom. Dzięki ich działaniom wojnę przeżyła m.in. rzeźbiarka Magdalena Gross. Na kanwie tej historii powstał amerykański film pt. Azyl. Na parterze i w piwnicach zachowanej modernistycznej willi Pod Zwariowaną Gwiazdą, w której mieszkali Żabińscy, znajduje się wystawa związaną z tymi wydarzeniami.

### Okres powojenny
Decyzja o odbudowie zoo podjęta została w 1946 roku i od razu przystąpiono do odbudowy i remontu budynków oraz gromadzenia zwierząt. W lipcu 1948 zoo zostało ponownie otwarte – ze 150 okazami, pochodzącymi głównie z darów od osób prywatnych. W styczniu 1952 oddano do użytku wybieg dla niedźwiedzi znajdujący się przy trasie W-Z.
W 1978 zoo liczyło ok. 2000 okazów zwierząt reprezentujących 380 gatunków. W latach 1970–1978 frekwencja wynosiła ok. 900 000 zwiedzających rocznie. W latach 80. XX wieku zoo znalazło się w planie inwestycyjnym miasta i nastąpiła poprawa – powstały nowe budynki i poprawiły się warunki bytowe zwierząt.
W 1990 Ogród Zoologiczny razem z parkiem Praskim został wpisany do rejestru zabytków.
W 1997 został otwarty wówczas bardzo nowoczesny pawilon dla gadów (herpetarium). Pod koniec roku 1998 otwarto ptaszarnię wraz z azylem dla ptaków krajowych. 2 maja 2003 r. zakończyła się budowa słoniarni oraz budynków dla nosorożców. 14 stycznia 2006 r. otwarto pawilon dla bezkręgowców, a 12 lipca 2006 r. wybieg dla jaguarów.
26 września 2008 został otwarty pawilon dla małp człekokształtnych. Wprowadzono tam: dwa goryle sprowadzone z Zurychu (Azizi został przywieziony do Warszawy 28 sierpnia, urodził się w 2000 roku.) oraz z Holandii (M’Tongé został przywieziony do Warszawy 3 września). W drugiej części budynku mieszkają szympansy. Oba gatunki mają do dyspozycji wybiegi wewnętrzny i zewnętrzny.
10 kwietnia 2010 odbyło się uroczyste otwarcie nowego obiektu dla hipopotamów i rekinów w którym od marca przebywają rekiny (między innymi żarłacze czarnopłetwe) oraz hipopotamy: Hugo (3 listopada 2009 przyjechał z Ostrawy) z Anielą. W 2014 roku do zoo przyjechały niedźwiedzie polarne Gregor i Aleut.
W maju 2018 wybudowano nowe wejście do ogrodu od strony ul. Jagiellońskiej. W tym samym roku podjęto decyzję o rezygnacji z hodowli niedźwiedzi brunatnych, gdyż ten gatunek w skali Europy nie jest zagrożony. Trzy niedźwiedzice mieszkające na wybiegu przy al. „Solidarności” (Tatra, Sabina i Mała) nie będą miały następców, a wybieg po ich śmierci ma zostać przekazany miastu. W 2020 Sabina i Mała zostały przeniesione na wybieg na terenie zoo.
W październiku 2022 roku nazwę Miejski Ogród Zoologiczny w Warszawie zmieniono (od 1 stycznia 2023 roku) na Miejski Ogród Zoologiczny im. Antoniny i Jana Żabińskich w Warszawie.

## Zwierzęta
Według stanu na 1 stycznia 2007 w zoo znajduje się 3646 zwierząt – przedstawicieli 489 gatunków, w tym:
- ssaki – 77 gatunków, 366 szt.
- ptaki – 209 gatunków, 1072 szt.
- gady – 49 gatunków, 161 szt.
- płazy – 12 gatunków, 79 szt.
- ryby – 63 gatunki, 627 szt.
- bezkręgowce – 79 gatunków[21]

1 stycznia 2009 w zoo znajdowało się 4203 zwierząt – przedstawicieli 533 gatunków, w tym:
- ssaki – 78 gatunków, 378 szt.
- ptaki – 224 gatunki, 1058 szt.
- gady – 53 gatunki, 53 szt.
- płazy – 14 gatunków, 173 szt.
- ryby – 79 gatunków, 948 szt.
- bezkręgowce – 85 gatunków
- pozostałe – zwierzęta laboratoryjne[22].

31 grudnia 2011 w zoo znajdowało się 3566 zwierząt – przedstawicieli 553 gatunków, w tym:
- ssaki – 67 gatunków, 717 szt.
- ptaki – 198 gatunków, 951 szt.
- gady – 86 gatunków, 316 szt.
- płazy -30 gatunków, 354 szt.
- ryby – 83 gatunki, 1062 szt.
- bezkręgowce – 89 gatunków, 166 szt. policzalnych
- zwierzęta laboratoryjne – 2 gatunki, 310 szt

Wszystkie zwierzęta, które urodziły się w ogrodzie w danym roku, otrzymują imiona zaczynającą się na tę samą literę (np. w 2018 na „J”).

## Ważniejsze obiekty i ich fauna

### Słoniarnia
Jedna z najnowocześniejszych w Europie, 6000 m². Na rok 2012 zoo zamieszkiwały cztery słonie afrykańskie (Loxodonta africana) – jeden samiec i trzy samice. W wewnętrznej części słoniarni znajduje się również wydzielona część dla góralków przylądkowych (Procavia capensis).

### Ptaszarnia
Obejmuje halę wolnych lotów. Jednymi z prezentowanych gatunków są wymarłe na wolności szpak balijski (Leucopsar rothschildi) i gołębiak kasztanowaty (Zenaida graysoni). Prócz tego w ptaszarni przebywają dwie pary korońca plamoczubego (Goura victoria), bezszpony (Rollulus rouloul), turkuśniki indyjskie (Irena puella), bilbil zbroczony (Pycnonotus jocosus), wyspiarek zbroczony (Gallicolumba luzonica), turak fioletowy (Tauraco violaceus) i kea (Nestor notabilis).

### Herpetarium
Nowoczesna ekspozycja gadów. Budynek oddano do użytku w 1997 r. Posiada przeszklone ściany celem nasłonecznienia wnętrza. W 2014 do pomieszczenia przyjechał osobnik poskoczka mułowego (Periophthalmus barbarus). Do okazów należą m.in.:
- krokodyle: syjamski (Crocodylus siamensis), kubański (C. rhombifer) oraz krótkopyski (Osteolaemus tetraspis)
- żółwie: orlicja (Orlitia borneensis), żabuti czarny (Geochelone carbonaria) i żółw annamski (Mauremys annamensis)
- węże: pyton zielony (Morelia viridis), Sanzinia madagascariensis (sanzinia madagaskarska lub boa madagaskarski), rogowąż (Rhynchophis boulengeri) oraz jedyny jadowity gatunek w zoo – grzechotnik straszliwy (Crotalus durissus)
- płazy: żaba pomidorowa (Dyscophus guineti), australorzekotka szmaragdowa (Litoria caerulea), drzewołaz niebieski (Dendrobates tinctorius), drzewołaz żółtopasy (Dendrobates leucomelas)
- jaszczurki i warany: heloderma arizońska (Heloderma suspectum), kameleon lamparci (Furcifer pardalis), legwan Brachylophus bulabula, waran szmaragdowy (Varanus prasinus) i Varanus rainerguentheri

### Żyrafiarnia i małpiarnia
Zewnętrzny wybieg żyraf nieogrodzony jest siatką, natomiast otacza go fosa. Wewnątrz żyrafiarni znajdują się również miejsca dla małp. Są to pigmejka karłowata (Callithrix pygmaea), marmozeta zwyczajna (Callithrix jacchus), tamaryna białoczuba (Saguinus oedipus), kapucynka Cebus xanthosternos i pawian płaszczowy (Papio hamadryas). Wybiegi posiadają część zewnętrzną.

### Małpiarnia
Ekspozycja goryli i szympansów. W roku 2012 zoo zamieszkiwały dwa samce goryla nizinnego (Gorilla gorilla gorilla) oraz dziewięć szympansów zwyczajnych (Pan troglodytes).

### Hipopotamiarnia i rekinarium
Pawilon przeznaczony dla hipopotamów nilowych (Hippopotamus amphibius) – posiada także basen wewnętrzny – oraz zbiornik morski, w którym eksponowane są rekiny i płaszczki. w rekinarium znajduje się jedyny w Polsce okaz tawrosza piaskowego (Carcharias taurus). Towarzyszy mu kilka innych rekinów oraz ryby charakterystyczne dla rafy koralowej. Rekinarium posiada akrylową szybę grubości 14 cm.

### Sala bezkręgowców
Ekspozycja bezkręgowców. Do wystawianych gatunków należą m.in. liśćce (Phyllium), wij Graphidostreptus giganteus, skorpion Pandinus cavimanus, rohatyniec herkules (Dynastes hercules), Acanthoscurria geniculata, Grammostola rosea, rak Cherax quadricarinatus, karaczan madagaskarski (Gromphadorhina portentosa) oraz ślimak achatina zwyczajna (Achatina achatina).

### Wybieg australijski
Wybieg australijski podzielony jest na cztery części. Przeznaczona dla kangurów rdzawoszyich (Macropus rufogriseus) oraz kangurów rudych (Macropus rufus), wzmocniona jest podwójną siatką. Z ptaków obecne są emu zwyczajne (Dromaius novaehollandiae), kazuar hełmiasty (Casuarius casuarius) i łabędź czarny (Cygnus atratus).

### Akwarium
Zabytkowy budynek z kolekcją ryb morskich i słodkowodnych. Wybudowany w 1928 roku, przeznaczony na trzymanie ptaków i gadów; z oryginalnej budowli ostał się szklany dach. Zbiornik tego akwarium zawiera 30 tys. litrów wody. Do prezentowanych gatunków należą m.in. arowana srebrna (Osteoglossum bicirrhosum), pławikonik żółty (Hippocampus kuda), pirania Nattera (Pygocentrus nattereri) i płaszczka plamista (Potamotrygon motoro). Prócz tego w liczącym około 3 tys. litrów wody zbiorniku znajduje się kilkanaście gatunków koralowców oraz inne gatunki, jak przydacznia niebieska (Tridacna maxima), amfiprion plamisty (Amphiprion ocellaris), mruk Petersa (Gnathonemus petersii), pensetnik dwuoki (Chelmon rostratus), paletka zielona (Symphysodon aequifasciatus) oraz pokolec królewski (Paracanthurus hepatus). W 2014 przeprowadzono remont akwarium.

### Baśniowe zoo
Wybieg dostępny dla dzieci, 10 000 m². Istnieje możliwość nakarmienia zwierzęcia (przy asyście pracownika).

## Dyrektorzy

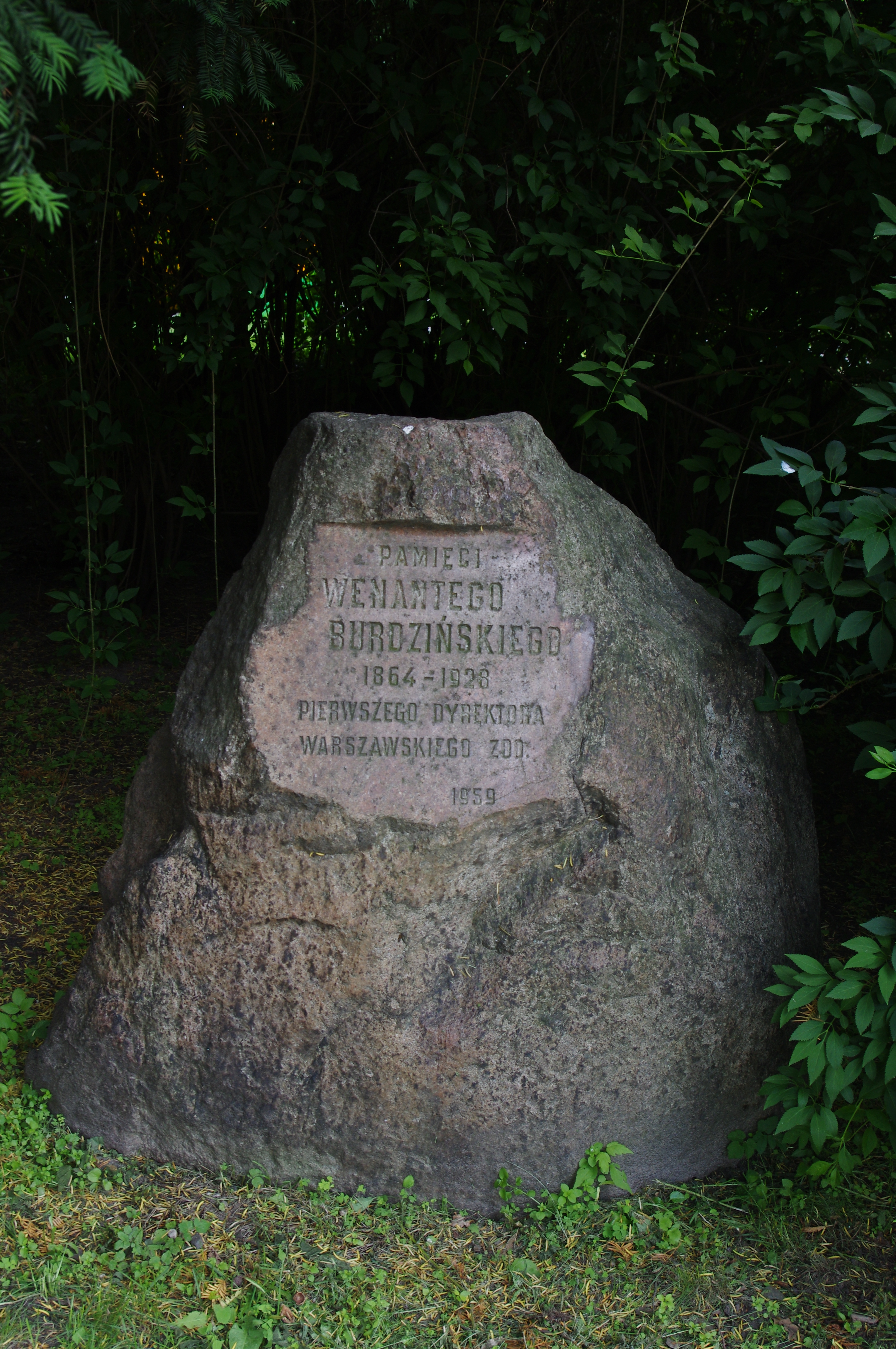
Kamień upamiętniający Wenantego Burdzińskiego

- Wenanty Burdziński (1925–1928)
- Jan Żabiński (1928–1950)
- Jan Landowski (1951–1972)
- Zbigniew Woliński (1972–1981)
- Jan Rembiszewski (1982–2008)
- Andrzej Kruszewicz (od 2009)

## Wyróżnienia
Ogród wpisano do prestiżowego Europejskiego Stowarzyszenia Ogrodów Zoologicznych, skupiającego także 10 innych największych polskich ogrodów spełniających normy i wymogi EAZA – we Wrocławiu, Toruniu, Płocku, Poznaniu, Opolu, Gdańsku, Łodzi, Krakowie, Chorzowie i Zamościu.